# Krajinski park
Krajinski park je območje kjer se prepletajo številni elementi naravne in kulturne dediščine, območje kultivirane narave ter značilna krajina z elementi naravne in kulturne dediščine.
Krajinski park je namenjen predvsem ohranjanju krajine in sprostitvi človeka - to je območje s poudarjenim kakovostnim in dolgotrajnim prepletom človeka z naravo, ki ima veliko ekološko, biotsko ali krajinsko vrednost.